# Emil Lindh

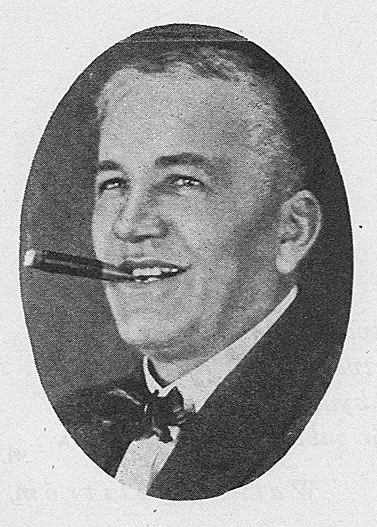
Emil Alexander Lindh (1930er Jahre)

Emil Alexander Lindh (* 15. April 1867 in Helsinki; † 3. September 1937 ebenda) war ein finnlandschwedischer Schauspieler und Segler.

## Leben
Lindh erhielt seine Ausbildung von 1885 bis 1887 an der Schauspielschule von August Arppe (1854–1925). Er wurde später an Arppes Oper auch für zwei Produktionen engagiert und tourte mit dieser Operntruppe zwischen 1890 und 1894. Danach war er bis zu seinem Tod im Jahr 1937 beim schwedischsprachigen Svenska Teatern in Helsingfors (finnisch Helsinki) beschäftigt.
Lindh war seit 1878 mit der finnlandschwedischen Schauspielerin Agnes Lindh (1872–1952) verheiratet. Er war Freizeitsegler und Mitglied von Nyländska Jaktklubben. Auch die Söhne Tor-Kristian (Olympionike 1956 in Melbourne), Nils und Per waren aktive Segler. Nils war außerdem Finnischer Meister im Boxen.

### Wirken als Schauspieler
Lindhs Rollenfach war die eines einfachen Ehrenmannes. Mit seinem vielseitigen Temperament und seiner persönlichen Ausgeglichenheit erweckte er unterschiedliche finnische Charaktere zum Leben. Seine Lieblingsrollen waren die des Kämmerers Svennberg in Inspektorn på Siltala („Der Inspektor von Siltala“) von Hjalmar Procopé und die des Larsson in Regina af Emmeritz („Regina von Emmeritz“) von Zachris Topelius.
Zwischen 1923 und 1932 spielte Lindh auch in insgesamt acht finnischsprachigen Spielfilmen.

### Erfolge als Segelsportler
Als Crewmitglied der Lucky Girl nahm Emil Lindh an den  Olympischen Spielen 1912 in Stockholm in der 8-Meter-Klasse teil. Bei der in Nynäshamn stattfindenden Regatta gelang dem finnischen Boot ebenso wie der schwedischen Sans Atout in insgesamt zwei Wettfahrten jeweils ein zweiter Platz, sodass es zum Stechen zwischen diesen beiden Booten kam, in dem sich die Sans Atout durchsetzte. Damit erhielt Lindh neben den übrigen Crewmitgliedern Arthur Ahnger, Gunnar Tallberg (Skipper) und Georg Westling sowie Rudergänger Bertil Tallberg die Bronzemedaille.

## Filmografie
- 1923 Rautakylän vanha parooni (Karl Fager)
- 1924 Suursalon häät (Konrad Tallroth)
- 1924 Polyteekkarifilmi (Adolf Lindroos, Karl Fager)
- 1924 Myrskyluodon kalastaja (Erkki Karu)
- 1926 Murtovarkaus (Harry Roeck-Hansen, Erkki Kivijärvi)
- 1928 Tukkijoella (Axel Slangus, Wilho Ilmari)
- 1930 Kahden tanssin välillä (Waldemar Wohlström)
- 1932 Olenko minä tullut haaremiin (Waldemar Wohlström)